# Крейсера проекта 1144
Тяжёлые атомные ракетные крейсера проекта 1144 «Орла́н» — серия советских и российских многоцелевых атомных ракетных крейсеров с управляемым ракетным вооружением дальней морской и океанской зоны, построенные на Балтийском заводе с 1973 по 1996 годы: «Киров», «Адмирал Лазарев», «Адмирал Нахимов» и «Пётр Великий». Главный конструктор проекта кораблей — Б. И. Купенский. Это самые большие и самые мощные по вооружению в мире неавианосные боевые надводные корабли с ядерной энергетической установкой в составе российского ВМФ. По классификации НАТО проект обозначается как англ. Kirov-class battlecruiser, то есть «линейный крейсер», в силу его огромных размеров и мощного вооружения. По состоянию на 2023 год только один из четырёх построенных крейсеров — ТАРКР «Пётр Великий» находится в боевом строю. ТАРКР «Адмирал Нахимов» проходит испытания после ремонта.

## История строительства
Разработку проекта было поручено вести коллективу Северного проектно-конструкторского бюро в Ленинграде, главным конструктором и руководителем коллектива проектировщиков был назначен Б. И. Купенский, до этого являвшийся главным конструктором первых отечественных газотурбинных ЭМ (БПК). От ВМФ главным наблюдающим за проектированием и строительством корабля с самого начала и до окончательной передачи флоту был капитан 1 ранга А. А. Савин.
С 1977 по 1996 годы по проекту 1144 на Балтийском заводе были построены четыре тяжёлых атомных ракетных крейсера из семи запланированных. Эти корабли имели на вооружении практически все виды боевых и технических средств, созданных для военных надводных кораблей.
26 марта 1973 года на Балтийском заводе было начато строительство первого головного корабля проекта 1144 — тяжёлого атомного ракетного крейсера (ТАРКР) «Киров» (с 1992 года по 2004 год — «Адмирал Ушаков»). Спуск на воду состоялся 27 декабря 1977 года, а 30 декабря 1980 года крейсер был передан флоту.
31 октября 1984 года вступил в строй второй корабль серии — ТАРКР «Фрунзе» (с 1992 года — «Адмирал Лазарев»).
30 декабря 1988 года Балтийский Завод передал флоту ТАРКР «Калинин» (с 1992 года — «Адмирал Нахимов»).
В 1986 году завод приступил к строительству последнего корабля серии — ТАРКР «Куйбышев» (впоследствии переименован в «Юрий Андропов», потом — «Пётр Великий»). Передача флоту планировалась на 1992 год, однако его строительство завершилось только в 1996 году, после чего крейсер ушёл на ходовые испытания, которые в соответствии с планом проводились в суровых условиях Заполярья. В апреле 1998 года атомный крейсер был передан флоту. На данный момент ТАРКР «Пётр Великий» является, по оценкам некоторых военных экспертов, одним из самых мощных ударных кораблей в мире.
Всего программа строительства атомных крейсеров предполагала 7 единиц. Из планируемых крейсеров 30 декабря 1988 г. в списки ВМФ зачислили пятый корпус «Дзержинский», затем по ходатайству моряков переименованный в «Адмирал Кузнецов». 9 мая 1989 года он был заложен под заводским номером 804, но 4 октября 1990 года вместе с другими был снят со строительства. Шестой предполагалось назвать «Россия» (зачислен в списки 30 декабря 1988), седьмой «Варяг», о других кораблях проекта 1144.2 сведений никаких нет.

## Конструкция

### Конструкция корпуса и надстройки
На корабле около 1600 помещений, среди которых 140 одно, двух- и четырёхместных кают для офицеров и мичманов, более 32 кубриков для матросов и старшин (на 8—34 человек в каждом), коридоры, трапы и тамбура общей длиной почти в 20 километров, более 30 душевых, две бани, одна сауна с бассейном 4 × 3 м, двухъярусный медицинский блок, где есть лазареты-изоляторы, аптека, рентгенкабинет, амбулатория, зубоврачебный кабинет и операционная. Энергетическая установка крейсера проекта 1144 теоретически могла бы обеспечивать электричеством и теплом город с населением более 150 тыс. жителей.

### Основные тактико-технические элементы
Водоизмещение
- Стандартное: 23 750 т
- Полное: 25 860 т

Размеры
- Длина наибольшая: 250,1 м
- Ширина наибольшая: 28,5 м
- Осадка наибольшая: 10,3 м

Скорость хода
- Полная — 32 узла (59 км/ч)
- Оперативно-экономическая крейсерская — 18 узлов (33 км/ч)
- Автономность плавания: 60 суток

Экипаж
- 744 человек (в том числе 101 офицер, 130 мичманов, 513 матросов), +18 человек лётный персонал.

### Энергетическая установка

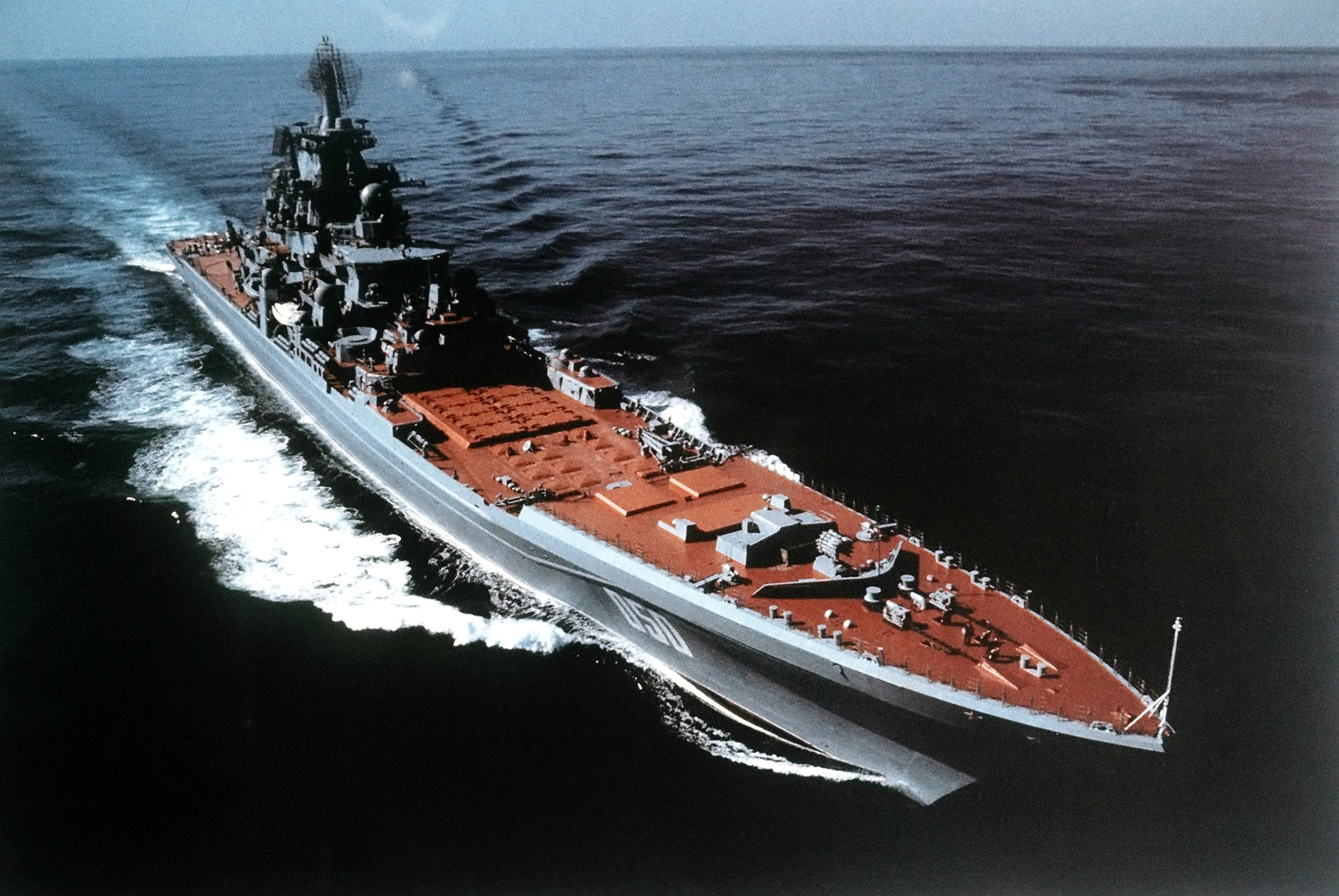
Тяжёлый атомный ракетный крейсер «Фрунзе»

Атомная энергоустановка с реакторами КН-3 (активная зона типа ВМ-16), хотя и создана на базе ледокольных реакторов типа ОК-900, имеет существенные отличия. Самое главное — в топливных сборках (изготовитель — машиностроительный завод в городе Электросталь) размещается уран с высокой степенью обогащения (около 70 %). Срок работы такой зоны до следующей перезарядки 10-11 лет. Реакторы двухконтурные, водо-водяные, на тепловых нейтронах. В качестве замедлителя и теплоносителя применяется вода высокой чистоты (бидистиллят), которая под большим давлением (около 200 атмосфер) циркулирует через активную зону реакторов, обеспечивая кипение воды во втором контуре, которая и идёт в турбины в виде пара.
Особое внимание было уделено отработке схемы применения энергетической установки корабля, мощность на валу у которой достигла 70 тысяч л. с. Комплексно-автоматизированная АЭУ размещается в трёх отсеках и включает два атомных реактора с общей тепловой мощностью 342 МВт, два турбозубчатых агрегата (расположены в нос и в корму от реакторного отсека) и два резервных автоматизированных котла КВГ-2, установленных в турбинных отделениях. Система пароснабжения позволяет подавать пар к любой установке по любому борту. Основные параметры котлоагрегата: температура перегретого пара при давлении 66 кг/см² — 470 градусов по Цельсию, КПД котлов до 84 %, масса сухого котла 50 тонн. Паропроизводительность по 115 т/час.
Электростанция крейсера включает четыре паротурбогенератора по 3 МВт и четыре газотурбогенератора производства Пролетарского завода по 1,5 МВт, размещённых в четырёх автономных отсеках. Моторесурс каждого из них составляет до 50 тысяч часов.

## Вооружение

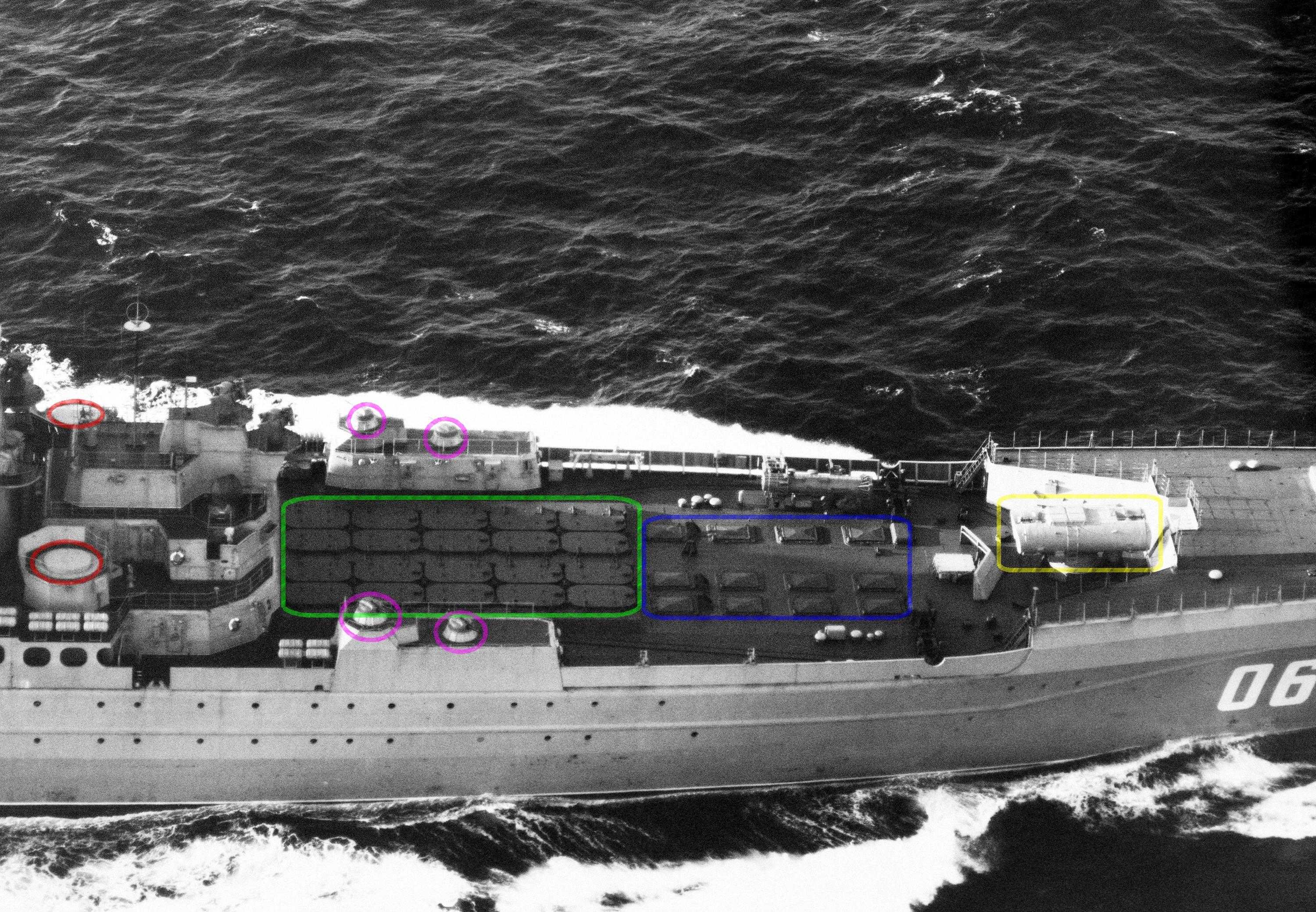
Воздушный снимок носовой части «Кирова»:
4 30-мм корабельных установок ПВО АК-630
2 зенитно-ракетные пусковые установки «Оса-М» класса «Земля-воздух»
20 пусковых установок крыл. ракет «Гранит»
12 пусковых установок ракет С-300Ф
Противолодочная ракетная установка «Метель»

- Все четыре построенных крейсера довольно значительно отличаются друг от друга по составу вспомогательного вооружения, которое совершенствовалось со временем. В связи с этим, «Киров» относят к проекту 1144, а остальные три крейсера — к проекту 1144.2[7]. При этом корабли проекта 1144.2 также не полностью идентичны.
  - На первом крейсере «Киров» для запуска ПЛУР «Метель» использовалась отдельная ПУ. На остальных — ПЛУР «Водопад» запускались из торпедных аппаратов.
  - Также на «Кирове» были установлены 2 АУ АК-100, на трёх последующих — 1 АК-130.
  - ЗРК самообороны: на первых трёх крейсерах — 2×2 «Оса-М» (40 ракет), на «Петре Великом» — 8×8 «Кинжал» (64 ракеты).
  - На «Кирове» и «Фрунзе» («Адмирал Лазарев») носовой РБУ являлась РБУ-6000 «Смерч-2», на «Калинине» («Адмирал Нахимов») и «Петре Великом» — РБУ-12000 «Удав».
  - На «Кирове» и «Фрунзе» («Адмирал Лазарев») функции зенитной артиллерии выполняли 8 ЗУ АК-630, на «Калинине» («Адмирал Нахимов») и «Петре Великом» — 6 ЗРАК «Кортик».

### ПКР «Гранит П-700»
П-700 Гранит — противокорабельные сверхзвуковые крылатые ракеты третьего поколения с пониженным профилем траектории полёта к цели. Длина ракеты — 10 м, диаметр — 0,85 м. При стартовом весе 7 тонн ракета развивает скорость 2,5 М и может доставить фугасную боевую часть массой 750 кг или ядерный заряд мощностью до 500 кт на расстояние до 625 км. Боевая головка — моноблок в ядерном, обычном (750 кг ВВ) снаряжении или топливно-воздушный боезаряд (объёмного взрыва). Система наведения инерциальная с радиокомандной системой корректировки траектории полёта и боеголовкой с активной радиолокационной системой самонаведения на конечном участке (с удалением от цели в 37 км). Двигательная установка: кольцевой твердотопливный ускоритель и маршевый турбовентиляторный двигатель КР-93.
Загоризонтное целеуказание и наведение может осуществляться самолётом Ту-95 РЦ, вертолётом Ка-25РЦ или космической системой «Легенда-М». Ракета предназначена для борьбы с авианосными ударными группами и способна действовать не только против соединений кораблей всех классов в ходе вооружённых конфликтов любой интенсивности, но и эффективно поражать цели на побережье противника обычной боевой частью. При необходимости корабли с комплексом «Гранит» могут явиться резервом решения задач Морских стратегических ядерных сил.
Двадцать ПКР «Гранит» установлены под верхней палубой, с углом возвышения 60°. Пусковые установки СМ-233 изготавливались на ПО «Ленинградский металлический завод». Ввиду того, что ракеты «Гранит» изначально предназначались для подводных лодок, перед пуском пусковая установка заполняется забортной водой. Модификация ПКР «Гранит», установленная на кораблях обновлённой серии проекта 1144(2), не контролируется после запуска. В режиме беглого огня одна ракета, выполняющая роль «наводчика», летит по высокой траектории, чтобы максимально увеличить площадь захвата цели, в то же время другие ракеты летят по низкой траектории. В полёте ракеты обмениваются информацией о целях. Если ракета-«наводчик» перехвачена, тогда одна из других ракет автоматически принимает на себя её функции. Ракетная система устойчива по отношению к радиопомехам противника. По опыту боевой и оперативной подготовки ВМФ, сбить такую ракету практически невозможно. Даже если поразить «Гранит» противоракетой, ракета из-за своей огромной массы и скорости может сохранить начальную скорость полёта и в результате долететь до цели.

### ЗРК «С-300Ф»
Корабельный ЗРК С-300 «Форт-М» использует ракеты 48Н6, которые были представлены в 1990 году. Максимальная скорость поражаемых целей была увеличена до 1800 м/с. Вес боеголовки был увеличен до 150 кг. Радиус поражения был увеличен до 5—93 км (ракета 48Н6 имеет максимальную дальность поражения до 150 км, но существовавшая на 1993 год система управления допускала дальность только 93 км), а диапазон высоты до 25 м — 25 км. Новые ракеты используют систему наведения через РЛС ракеты и могут перехватывать баллистические ракеты малого радиуса действия.
Обе корабельные системы могут включать инфракрасную систему наведения для уменьшения уязвимости от помех. Также ракете разрешается уничтожать цели за пределами видимости радара, такие, как военные корабли или противокорабельные ракеты.
На крейсере «Пётр Великий» установлен новый комплекс С-300ФМ «Форт-М» с новым антенным постом. В процессе модернизации комплекса «Форт-М» на «Петре Великом» ракеты 48Н6 были заменены на более современные 48Н6Е2 с максимальной дальностью пуска 200 км и улучшенными характеристиками поражения баллистических целей (ракеты унифицированы с сухопутным комплексом С-300ПМУ2). Из-за конструктивных особенностей нового варианта боекомплект ракет уменьшили на 2 до 46. Таким образом, крейсер «Пётр Великий» вооружён одним комплексом С-300Ф с 48 ракетами 48Н6 и одним комплексом С-300ФМ с 46 ракетами 48Н6Е2.

### Ближняя ПВО
ЗРК «Оса-М»
На трёх первых крейсерах ближняя противовоздушная оборона обеспечивалась двумя зенитно-ракетными комплексами Оса-М с балочными пусковыми установками. Комплекс предназначен для поражения крылатых ракет и самолётов противника вблизи крейсера, самообороны корабля от воздушной атаки.
По основным компонентам комплекс полностью стандартизирован с армейским ЗРК «Оса». Он использует твердотопливные ракеты 9М33 с радиокомандным наведением, запускаемые с двухбалочной пусковой установки. Комплекс обеспечивает поражение целей в радиусе до 15 километров; диапазон высот варьируется от 25 (60 в старых моделях) и до 5000 метров.
Недостатками комплекса является низкая скорострельность (до 2 выстрелов в минуту), вызванная применением балочной пусковой установки, неспособность действовать по летящим на высоте 5—10 метров дозвуковым противокорабельным ракетам, большое время реакции, малая огневая производительность. На крейсере проекта 1144.2 «Пётр Великий» комплекс «Оса-М» был заменён более совершенным ЗРК «Кинжал».
ЗРК «Кинжал»
На ракетном крейсере «Пётр Великий» ближняя противовоздушная оборона при проектировании была усилена путём замены устаревших ЗРК «Оса-М» на современный ЗРК «Кинжал» («Клинок», кодовое обозначение НАТО — «SA-N-9») — зенитно-ракетный комплекс, главная задача которого поражать прорвавшиеся сквозь первую линию защиты корабля цели на расстоянии от 1,5—12 км. Ракеты этого ЗРК — 9М 330 — одноступенчатые, твердотопливные, телеуправляемые, унифицированные с ракетой сухопутных войск «Тор-М1» (кодовое наименование НАТО «SA-15»).
Старт ракеты — вертикальный, под действием катапульты, то есть с неработающим двигателем. Перезарядка — автоматическая, с интервалом пуска 3 секунды. На борту крейсера имеется 8 восьмизарядных пусковых установок, для общего боекомплекта в 64 ракеты.
Дальность обнаружения высоколетящих целей в автоматическом режиме — 45 км, число одновременно обстреливаемых целей — 4, время реакции — 8 секунд.
Длина ракеты — 2280 мм, масса — 165 кг. Скорость полёта — 910 м/сек. Ракета имеет осколочно-фугасную боевую часть массой 15 кг, импульсный радиовзрыватель.
Радиус действия комплекса — 1,5—12 км, высота полёта цели — 10—6000 м, скорость цели — до 700 м/с. Это позволяет комплексу эффективно поражать как низколетящие дозвуковые ракеты, так и сверхзвуковые.

### Автоматическая малокалиберная артиллерия
АУ АК-630
ЗРАК «Кортик»
На крейсере «Пётр Великий» было установлено более современное вооружение в виде зенитно-ракетно-артиллерийского комплекса (ЗРАК) «Кортик» («Каштан», кодовое обозначение НАТО — «CADS-N-1») ЗРАК «Кортик» в радиолокационном и телевизионно-оптическом режимах обеспечивают полную автоматизацию боевого управления от обнаружения до уничтожения. Установка имеет по два 30-мм шестиствольных автомата АО-18 с суммарной скорострельностью 10 тысяч выстрелов в минуту и два блока по 4 двухступенчатые ракеты 9М311 (SA-N-11) с осколочно-стержневой боевой частью и неконтактным взрывателем.
В подбашенном отделении находятся 32 ракеты. Ракета, находящаяся в транспортно-пусковом контейнере, способна поражать противокорабельные ракеты, управляемые бомбы, малоразмерные самолёты, вертолёты. Ракеты унифицированы с ракетой комплекса 2С6 «Тунгуска». Система управления ЗРАК «Каштан» состоит из радиолокационной и телевизионной систем, связанных между собой с использованием элементов искусственного интеллекта. Весь процесс — от поиска целей и до их уничтожения — полностью автоматизирован.
Дальность действия ракетного вооружения — 1,5—8 км, дострел артиллерийским — 1500—50 м. Высота поражаемых целей — 5—4000 м. Две установки ЗРАК «Кортик» расположены в носовой части корабля по обе стороны от ПКР «Гранит», а четыре другие — в кормовой надстройке. Всего на кораблях проекта по 6 таких ЗРАК.

### «АК-130»
АК-130 — универсальный артиллерийский комплекс. Скорострельность от 20 до 86 выстрелов в минуту. Его спаренная 130-мм артустановка (АУ) позволяет также обстреливать морские и береговые цели, поддерживать огнём десанты. Боекомплект имеет унитарные выстрелы нескольких типов, например, осколочно-фугасные с ударным, дистанционным и радиовзрывателями. Длина стволов — 70 калибров. Дальность полёта снаряда — 25 км, начальная скорость снаряда — 850 м/сек. Масса осколочно-фугасного снаряда — 27 кг. Углы вертикального наведения: −10…+85°, угол горизонтального наведения: +180°. Дальность сопровождения цели — 40 км. К стрельбе готов весь имеющийся боезапас. Система управления стрельбой МР-184 (разработка КБ «Аметист») позволяет производить одновременное сопровождение и обстрел двух целей.

### РПК-6М «Водопад»
РПК-6М «Водопад» — противолодочный ракетно-торпедный комплекс. Его ракеты-торпеды способны поражать подводные лодки противника на дальностях до 60 км. В качестве боевой головки используется малогабаритная торпеда УМГТ-1 (скорость движения — 41 узел, дальность хода — 8 км, глубина — до 500 м). Ракета ныряет в воду, взлетает в воздух и доставляет торпеду в район цели, после чего боевая головка УМГТ-1 снова оказывается в воде.

### РКПТЗ-1 «Удав-1М»
РКПТЗ-1 «Удав-1М» — противоторпедный ракетный комплекс. 10 труб направляющих, автоматическая конвейерная перезарядка, время реакции — 15 сек, дальность максимальная — 3000 м, минимальная — 100 м, вес ракеты — 233 кг.

### РБУ-1000 «Смерч-3»
«Смерч-3» — дальность — 1000 м, масса снаряда — 196 кг. Установлены в кормовой части на верхней палубе по обоим бортам.

## Дополнительное вооружение
Общекорабельные средства противодействия включают в себя две спаренные 150-мм ПУ ПК-16 (комплекса выстреливаемых помех), противоэлектронных ловушек, ложные цели, а также буксируемую ложную торпедную цель с мощным шумогенератором. Крейсер имеет также три навигационные станции, четыре радиоэлектронные системы управления стрельбой бортового оружия, средства управления полётами вертолётов и систему опознавания «свой-чужой».

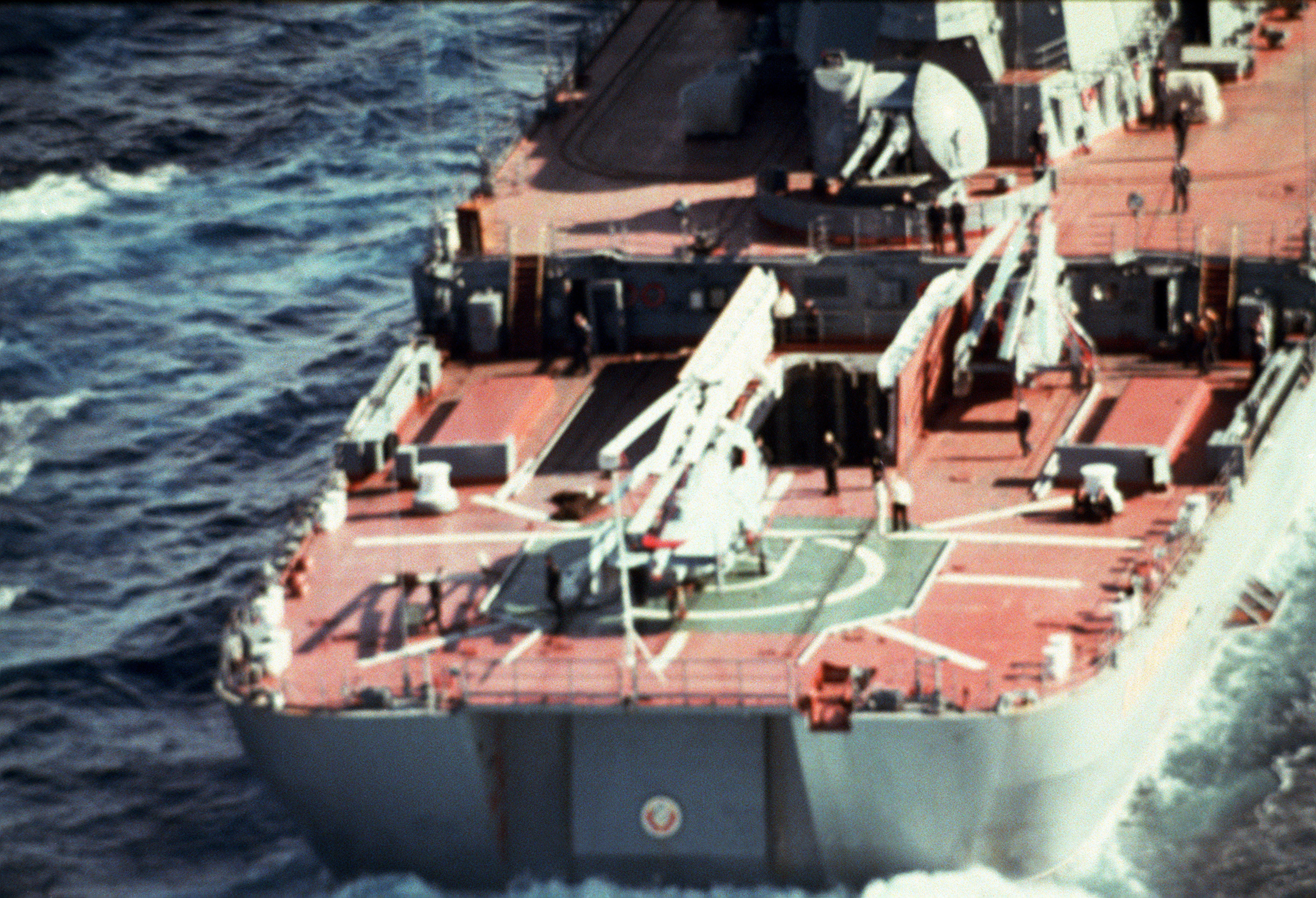
Взлётная палуба на корме крейсера «Калинин». Видны открытые двери ангара и палубные вертолёты Ка-25 и Ка-27

На каждом крейсере проекта 1144 базируются два тяжёлых многоцелевых вертолёта Ка-27 в модификации РЛД и ПЛ. Вертолёты используются в противолодочном варианте и в качестве ретранслятора-корректировщика полёта ПКР «Гранит». Экипаж вертолёта — 3 человека (лётчик, штурман и оператор гидроакустической станции). Максимальная взлётная масса — 11 т, продолжительность полёта — 4,5 часа, потолок — 4300 м, максимальная скорость — 270 км/ч, дальность полёта — 800 км. Вертолёты могут иметь противолодочные ракеты АПР-2Е (диаметр — 350 мм, длина — 370 см) с твердотопливным ракетным двигателем, обеспечивающим под водой скорость 115 км/ч. Масса ракеты — 575 кг, б/ч — 100 кг. Под водой ракета движется по 2 мин, обследуя пространство радиусом 1500 м и определяя пеленг на цель с точностью 2°. На вооружении вертолётов — и управляемые глубинные бомбы массой 94 кг и скоростью движения 55 км/ч с активной гидроакустической системой наведения. Бортовой радиоэлектронный комплекс вертолёта Ка-27 обеспечивает полёт над морем в любую погоду, поиск и слежение за подлодками на удалении до 200 км от корабля, автоматический вывод вертолёта в точку сброса средств поражения, возврат и заход на посадку в автоматическом режиме.
Гидроакустическая система включает в себя гидролокатор с корпусной антенной (в бульбовом обтекателе) для поиска и обнаружения подводных лодок на низких и средних частотах и буксируемую автоматизированную гидроакустическую систему с антенной переменной глубины погружения (150—200 м) — на средних частотах.

## Представители проекта
| Наименование                              | б/н | Верфь            | Зав. № | Заложен    | Спущен     | В строю    | Флот | Состояние                                                          | Прим.                                                                                          |
| ----------------------------------------- | --- | ---------------- | ------ | ---------- | ---------- | ---------- | ---- | ------------------------------------------------------------------ | ---------------------------------------------------------------------------------------------- |
| «Киров»                                   | 090 | Балтийский завод | 800    | 26.03.1974 | 27.12.1977 | 30.12.1980 | СФ   | С 1991 не выходил в море. Списан. В утилизации с 2019 года         | С 1992 по 2002 год — «Адмирал Ушаков».                                                         |
| «Адмирал Лазарев»                         | 015 | Балтийский завод | 801    | 26.07.1978 | 26.05.1981 | 31.10.1984 | ТОФ  | С середины 90х не выходил в море. Списан. В утилизации с 2021 года | До 27.05.1992 — «Фрунзе».                                                                      |
| «Адмирал Нахимов»                         | 080 | Балтийский завод | 802    | 17.05.1983 | 25.04.1986 | 30.12.1988 | СФ   | Проходит испытания после ремонта                                   | До 27.05.1992 — «Калинин». Возврат в состав флота после модернизации планировался на 2022 год. |
| «Пётр Великий»                            | 099 | Балтийский завод | 803    | 25.10.1986 | 29.04.1989 | 19.04.1998 | СФ   | В строю                                                            | При закладке «Куйбышев».                                                                       |
| «Адмирал Флота Советского Союза Кузнецов» |     | Балтийский завод | 804    | 09.05.1989 |            |            |      | Не достроен                                                        | Строительство отменено 04.10.1990                                                              |
| «Россия»                                  |     | Балтийский завод |        |            |            |            |      |                                                                    | Не закладывался                                                                                |
| «Варяг»                                   |     | Балтийский завод |        |            |            |            |      |                                                                    | Не закладывался                                                                                |

Цвета таблицы:

Белый — не достроен/не построен или утилизирован не спущенным на воду

 Зелёный  — действующий в составе ВМФ России

 Синий — находится в ремонте или на модернизации

 Серый — выведен за штат, находится на консервации, хранении или отстое

 Красный  — списан, утилизирован или потерян

## Современный статус
По словам заместителя министра обороны РФ Владимира Поповкина, Министерство обороны РФ разработало программу по восстановлению тяжёлых атомных ракетных крейсеров. На сентябрь 2009 года в боевом составе ВМФ РФ находился один атомный ракетный крейсер «Пётр Великий», обсуждалась возможность восстановления и модернизации атомного крейсера «Адмирал Нахимов», а также «Адмирал Лазарев». «У нас осталось несколько таких кораблей от советского флота. Мы разработали программу по их восстановлению», — сказал Поповкин. По его словам, Министерство обороны РФ считает целесообразным нахождение в составе ВМФ до трёх таких кораблей при том, что один из них будет на Тихоокеанском флоте и два — на Северном. Необходимость использования тяжёлых атомных ракетных крейсеров продиктована задачами дальних походов и учений, пояснил заместитель министра.
По сообщению высокопоставленного представителя Главного штаба ВМФ: «Все находящиеся в резерве атомные ракетные крейсеры проекта 1144 будут возвращены до 2020 года в боевой состав военно-морского флота РФ». Работы будут вестись ближайшие пять лет. Затем «Адмирал Нахимов» пойдёт на Северный флот.
В ходе ведущегося ремонта тяжёлого атомного ракетного крейсера «Адмирал Нахимов» вместо ранее установленных ПКР П-700 «Гранит» установлены ПКР П-800 «Оникс». Аналогичная модернизация предстоит также и крейсеру «Пётр Великий».
Будущее по словам военных
Тяжёлый атомный ракетный крейсер «Пётр Великий» пройдёт ремонт и глубокую модернизацию после завершения работ над однотипным «Адмиралом Нахимовым». В апреле 2023 года появилась информация, что в связи с высокой стоимостью модернизации, «Пётр Великий» может быть выведен из состава флота, а его имя присвоено РПКСН проекта 955А.
Оба корабля останутся на Севере и они войдут в состав Объединённого стратегического командования в Арктике. Обоим крейсерам поменяют оружие, радиотехническое и радиоэлектронное оборудование, системы жизнеобеспечения, внутренние конструкции, трубопроводы и арматуру. Ядерные реакторы кораблей менять не будут, однако системы, обеспечивающие их постоянную работу, обязательно будут заменены.
Крейсера проекта 1144 «Орлан» в ходе модернизации получат на вооружение ракетные комплексы «Оникс», «Циркон» и «Калибр» (последний включает в себя крылатые ракеты для высокоточных ударов по наземным целям), а также новый зенитный ракетный комплекс «Полимент-Редут».
Крейсер «Адмирал Нахимов» с 1999 года находился в отстое (официально — «на ремонте»). Работы на крейсере начались только осенью 2014 года. Корабль должен быть отремонтирован и модернизирован на северодвинском «Севмаше» в 2015—2022 годах.
Головной корабль серии («Адмирал Ушаков», до 1992 года — «Киров»), находящийся в отстое с 1991 года в связи с серьёзными неполадками в силовой установке, в 2016 году был направлен на утилизацию.

## Оценка проекта
Крейсера проекта 1144 были первыми и последними атомными надводными ракетоносцами ВМФ СССР, первыми кораблями большого водоизмещения, построенными после длительного перерыва, и наиболее крупными военными неавианесущими кораблями, построенными каким-либо государством после Второй мировой войны.
Размеры и стоимость ракетного крейсера проекта 1144 очень велики, ударные же функции уступают более дешёвым подводным ракетоносцам проекта 949 «Гранит» и 949А «Антей». Основная функция корабля — нанесение ракетных ударов по авианосной ударной группе (АУГ) ВМС США — является выполнимой, фактически, только при согласованном внезапном нападении (например в комбинации с ударом подводных лодок по той же АУГ ВМС США). Как оружие возможного ответного удара корабль существенно уступает ПЛАРК проекта 949 и 949А из-за большей заметности для противника и большей уязвимости.
Слабым местом базового проекта была уязвимость для низколетящих дозвуковых противокорабельных ракет. Ближняя противовоздушная оборона на первых трёх крейсерах была представлена только ЗРК «Оса-М», имевшим низкую огневую производительность, сравнительно большое время реакции и неспособным действовать по целям ниже 25-60 метров. Частично это компенсировалось значительной батареей АУ АК-630, эффективность которых, однако, также не считалась достаточной.
Нечёткое определение роли корабля при проектировании вынудило конструкторов оснастить систему множеством разнообразных видов вооружения, что сделало корабли многоцелевыми, но усложнило обслуживание и создало проблемы с определением тактико-технической ниши корабля.

## В Медиа
- В сериале Последний корабль (The Last Ship)
- В фильме 72 метра ТАРКР "Пётр Великий" участвовал в учениях СФ. По нему вела огонь ДЭПЛ Славянка пр.636 Варшавянка. Возможно снаряд от Петра Великого и "пробудил" старую мину, уничтожившую подлодку
- В компьютерной игре Naval War: Arctic Circle
- В компьютерной игре Cold Waters
- В компьютерной игре Dangerous Waters
- В компьютерной игре Ace Combat: Assault Horizon
- В фильме 22 Минуты
- В мобильной игре Modern Warships (ТАРК "Пётр Великий" и ТАРК Адмирал Нахимов. В порядке боевого пропуска за сентябрь 2024 года добавлен ТАРК "Киров")